# بوعنان المركز (بوعنان)
بوعنان المركز هي إحدى مشيخات المملكة المغربية، تتبع جغرافيا لإقليم فكيك وإداريًا لبوعنان. يقدر عدد سكانها بـ 1451 نسمة حسب الإحصاء الرسمي للسكان والسكنى لسنة 2004.